# Erilien
Erilien, pseudonimo di Paula Pavlova, conosciuta tra il 1998 e il 2004 come Platinò (Sofia, 17 luglio 1972), è una cantante bulgara.

## Biografia
Sviluppa la passione per la musica fin da piccola, frequenta e si diploma alla scuola di musica di Jambol e al conservatorio di Sofia in canto lirico e pedagogia. Dal 1995 al 1997 segue un corso professionale biennale di canto moderno presso l'Accademia musicale "Parole e Musica" di Milano. Frequenta inoltre un anno di Accademia "Teatrosempre" a Milano di recitazione, danza e canto. Dal 1998 al 2004 ha inciso i suoi dischi come "Platinò", mentre dal 2005 incide come "Erilien". Il suo primo album City Light fu pubblicato nel 1999 in Germania. Nel 2003 esce l'album Oiga Querido pubblicato da Sony Music in Italia, Brasile e Bulgaria. Nel 2004 esce l'album Slushai Skupi in Bulgaria,pubblicato da Orpheus Music Bulgaria.
Nel 2004 pubblica il Cds Mi Manchi contenente 5 versioni del brano. Il Remix è realizzato da Mario Fargetta. Nel 2008 esce l'album The Mood per la Universal Music.Nel 2009 partecipa alla semifinale delle selezioni della Bulgaria all'Eurovision Song Contest con Najam Sheraz con il brano Don't Break My Heart andando a sostituire la ritirata Vesela Boneva che portava il brano Ring The Bells.
Nel 2012 pubblica il singolo Nada que hacer
Nel 2019 pubblica il singolo "Libero è"  Erilien feat. Silvia Katzarova

## Discografia

### Come Erilien

#### Album
- 2008 - The Mood

#### Cd/Singoli
- 2005 - Emergency
- 2005 - Vola
- 2005 - I'm Not Your Toy
- 2007 - All I Want
- 2009 - Have a Nice Day
- 2019 - Libero è Erilien feat.Silvia Katzarova

#### Videoclip
- 2005 - Emergency
- 2006 - I'm Not Your Toy
- 2007 - All I Want
- 2009 - Have a Nice Day
- 2012 - Nada que hacer
- 2019 - Libero è

### Come Platinò

#### Album
- 1998 - City Lights
- 2003 - Oiga Querido
- 2004 - Slushai Skupi

#### Cd
- 1999 - Another Day
- 2000 - Come The Night
- 2001 - Rhythm of My Life
- 2002 - Amica mia
- 2003 - Oiga Querido
- 2004 - Mi manchi

#### Videoclip
- 2003 - Oiga Querido
- 2004 - Mi manchi